# SGマーク
SGマーク（エスジーマーク）は、消費者保護の観点から、消費生活用製品の安全性を認証する制度である。

## 概要
1973年、消費生活用製品安全法に基づき開始された制度である。制度運用は、同法の規定に基づき設立された一般財団法人製品安全協会（設立当初は特別認可法人、2000年に財団法人、2012年に一般財団法人へ組織変更）が主体となっている。
一般財団法人製品安全協会の定める安全基準に適合し認証された製品を示すマークで、名称は安全な製品を意味する「Safety Goods」に由来する。安全基準・製品認証・事故賠償が一体となった制度であることが大きな特徴であり、SGマーク付き製品には、製品の欠陥による人身損害への賠償制度も設けられている。
SGマークを表示するためには、同協会が定めるSG基準（2000年以前は通商産業大臣の承認）に適合することを同協会が認証することが必要である。またSGマーク付き製品の欠陥により人身事故が発生し、当該欠陥と人身事故との間に因果関係があると認められる場合には、同協会が被害者一人につき最高1億円の損害賠償を行うこととなっている。
対象となる消費生活用製品は、乳幼児用製品、福祉用具、家具、家庭用品、厨房用品、スポーツ用品、レジャー用品など100品目を超える。対象製品ごとに基準（SG基準）が定められており、基準に適合していると認証された製品に対してはSGマークが表示されている。
SGマークを表示するには、以下のどちらかの方法で同協会の認証を取得する。
- 工場登録 + 型式確認
- ロット認証(抜取検査)

（型式確認のうち型式試験およびロット認証は、同協会が指定する委託検査機関が行う）

## 類似の制度
PSCマーク
消費生活用製品安全法の定める安全基準検査に合格した製品を示すマークで、名称は「Product（製品）Safety（安全）Consumer（消費者）」に由来する。石油ストーブやベビーベッドなど、特に消費者の生命や身体の安全に危害を及ぼすおそれが高いものを対象製品として指定し、対象製品はPSCマークの認証を受けなければ販売できない。対象製品は、第三者機関の検査が義務付けられる「特別特定製品」と、製造・輸入事業者が安全基準適合を自己確認することが義務付けられる「特別特定製品以外の特定製品」に区分される。
STマーク